# Aleksa Benigar
Aleksa Benigar (* Zagreb, 28. siječnja 1893. – Rim, 1. studenog 1988.) - katolički svećenik slovenskog podrijetla, Hrvat i Zagrepčanin po rođenju, franjevac, misionar u Kini, profesor teologije, pisac, napisao je biografiju bl. Alojzija Stepinca na 939 stranice.

## Životopis

### Djetinjstvo i obrazovanje
Rođen je 28. siječnja 1893. godine u Zagrebu kao Franjo Benigar. Aleksa je njegovo redovničko ime. Njegovi roditelji su po nacionalnosti Slovenci, doseljeni u Hrvatsku. Otac Ivan Benigar bio je ugledni profesor matematike na Gornjogradskoj gimnaziji u Zagrebu. Bio je prijatelj Augusta Šenoe i Adolfa Vebera Tkalčevića. Među njegovim učenicima bilo je mnogo kasnije poznatih intelektualaca među kojima su i Antun Gustav Matoš, Miroslav Krleža i Alojzije Stepinac. Odgajao je djecu spartanski, što se odrazilo i na Aleksu.
Malu maturu položio je zajedno s Miroslavom Krležom, oboje su bili đaci njegova oca Ivana Benigara. S četrnaest i pol godina stupio je u Franjevački red. Gimnaziju je pohađao u Varaždinu od 1908. do 1911. na franjevačkom liceju. Teologiju je studirao u njemačkim učilištima Dorsten i Paderborn. Zbog Prvog svjetskog rata i bolesti nastavio je studij u Zagrebu i privatno na Trsatu. Za svećenika ga je zaredio zagrebački nadbiskup Antun Bauer 30. lipnja 1915. godine. Mlade mise služio je u franjevačkoj crkvi na zagrebačkom Kaptolu i u Radečama u Sloveniji u rodnom mjestu njegove majke.

## Crkvene službe

### Služba u Hrvatskoj i doktorat
U Varaždinu je bio predavač njemačkog jezika i magistar franjevačkih klerika do kraja 1918. kada postaje nakratko magistar klerika u Zagrebu. Krajem 1919. postaje student na novoosnovanom Papinskom orijentalnom institutu u Rimu. Nakon dvije godine postigao je licencijat. Prekinuo je daljni studij zbog plućnih bolesti. Vratio se iz Rima te je služio na Trsatu 1922. godine. U Zagrebu je od 1924. do 1927. godine magistar franjevačkih bogoslova, a kratko vrijeme i gvardijan. Sudjelovao je u proslavi 25. godina Hrvatske franjevačke provinicije Sv. Ćirila i Metoda i 700. obljetnice smrti sv. Franje. Surađivao je s franjevačkim provincijalom ocem Vendelinom Vošnjakom. Uredio je franjevačke knjižnice na Trsatu i u Zagrebu. Bio je urednik dječjeg katoličkog mjesečnika "Anđeo čuvar" 1927. i 1928. godine. U Samoboru je služio 1927. godine. U Rimu je u lipnju 1929. godine obranio doktorsku disertaciju. Kod obrane bili su prisutni i budući kardinali Alojzije Stepinac i Franjo Šeper. 

### Misionar u Kini
U jesen 1929. godine po svojoj želji, otišao je kao misionar u središnju Kinu u Hankov. Ostao je u Kini 25 godina. Imao je kinesko ime Pen Lin Gan. Bio je profesor teologije u Regionalnom velikom sjemeništu. Predavao je velik broj teoloških predmeta. Sudjelovao je u obrazovanju stotina mladih kineskih katoličkih svećenika. Bavio se i pčelarstvom i fotografijom. Usprkos bolesti i Japansko-kineskom ratu napisao je djelo "Liturgia Romana". Prvi svezak tiskan je u Pekingu, a drugi u Tjencinu 1947. godine. Započeo je i djelo "Prikaz duhovnog bogoslovlja", koje je kasnije završio u Rimu. Prvo izdanje tiskano je u Sapporu u Japanu, a drugo u Rimu. Dolaskom komunista na vlast u Kini proživljava još teže dane. Bio je u zatvoru 1952. godine, a 1954. protjeran je iz Kine zajedno s velikim brojeme drugih katoličkih svećenika. 

### Služba u Rimu
Iz Kine je došao u Međunarodni zavod Sv. Antuna u Rimu, gdje je izuzev kraćih putovanja, ostao do svoje smrti 1988. godine. Franjevački generalni ministar Sepinski imenovao ga je duhovnikom mladih franjevaca postdiplomanata. Tu dužnost je obavljao 11 godina. Bio je ispovijednik u Bazilikama Sv. Antuna i Sv. Ivana Lateranskog te kod redovničkih zajednica u Rimu. Održavao je tečajeve duhovnih vježbi prema potrebi na latinskom, hrvatskom, talijanskom i njemačkom jeziku. Samo od 1954. do 1971. održao je 58 tečaja duhovnih vježbi uglavnom u trajanju od 8 dana. 
Sakupio je veliku dokumentaciju o bl. Alojziju Stepincu i objavio knjigu "Alojzije Stepinac – hrvatski kardinal" na 939 stranica u Rimu 1974. godine. Stepinca je osobno poznavao, njegov brat Vladimir Benigar išao je u školu sa Stepincom. Posjetio je Alojzija Stepinca u zatočeništvu u Krašiću 27. srpnja 1956. godine. O tome je poslao izvještaj na 8 stranica Državnom tajništvu pape Pija XII. Jugoslavenske vlasti bile su protiv knjige i zabranile su njen unos u državu. Ipak, mnogi su je prokrijumčarili osobno ili poštom. Na temelju te knjige nastalo je još nekoliko knjiga o Stepincu na više jezika. Engleska povjesničarka Stella Alexander dobar dio svoje knjige "Trostruki mit – život zagrebačkoga nadbiskupa Alojzija Stepinca" zasnovala je na Benigarovoj knjizi. 
Aleksa Benigar napisao je na oko 1000 stranica razmatranja o Evanđeljima i oko 500 stranica razmatranja o Psalmima, što nije objavljeno.
Za nagradu za 50. godišnjicu svojih prvih redovničkih zavjeta poslan je u Svetu Zemlju na tri mjeseca. Na putovanju je napisao dnevnik na 250 stranica. 
Benigar je bio teolog Kongregacije za proglašenje blaženih i svetih u Vatikanu. Dao je svoje mišljenje o vjerskom i moralnom životu pojedinih kandidata za blažene i svete na temelju spisa o njima. Zajedno sa fra Smiljanom Draganom Kožulom, vodio je postupak za proglašenje blaženim kardinala Alojzija Stepinca. Imao je i zadatak s još trojicom teologa, da papi Pavlu VI. da mišljenje o prikladnosti, da svete žene budu proglašene crkvenim naučiteljicama. Dao je pozitivno mišljenje. Crkvenim naučiteljicama nakon papine odluke proglašene su sv. Sveta Terezija Avilska i sv. Katarina Sijenska; papa Ivan Pavao II. crkvenom naučiteljicom proglasio je i sv. Malu Tereziju, a papa Benedikt XVI. sv. Hildegardu Bingensku.

## Smrt i uspomena
Benigar je patio od nesanice; obično je spavao do 22 h do 4h ujutro. Veći dio života progonile su ga bolesti, imao je problema s tuberkulozom - pa ipak je dočekao visoku starost. 
Umro je 1. studenog 1988. godine u 96. godini života na glasu svetosti u Rimu. Pokopan je u franjevačkoj grobnici na Mirogoju u Zagrebu.  
Posmrtno je objavljena njegova knjiga "Mudrost križa" 1994. godine. Na temelju njegovih pisama nastala je knjiga na talijanskom jeziku časne sestre Celine Sersale: "Padre Alessio Benigar – un' autobiographia postuma" 1993. godine. U izdanju Hrvatske franjevačke provincije sv. Ćirila i Metoda izašla je knjiga dr. Bonaventure Dude: 
"Aleksa Benigar franjevac-misionar (1893–1988), kratki životopis" u Zagrebu 1995. godine.

## Vanjske poveznice
- Andrea Tomurad: Sluga Božji i misionar fra Aleksa Benigar: "Ako čujete da sam podnio i mučeništvo, tada zapjevajte: Tebe Boga hvalimo!"
- Katolička Tiskovna Agencija Biskupske konferencije Bosne i Hercegovine BENIGAROVO 2010. Spomendan smrti Sluge Božjega fra Alekse Benigara OFM
- Benigar, Franjo Aleksa. Leksikografski zavod Miroslav Krleža
- Predstavljena knjiga “Put svetosti fra Alekse Benigara” Matije Maše Vekić
- Nazaretska Djevica by Aleksa Benigar
- Franjevac: Sluga Božji o. Aleksa Benigar  Arhivirana inačica izvorne stranice od 3. lipnja 2020. (Wayback Machine)
- Samostanska crkva sv. Franje Asiškog: +fra Aleksa Benigar (1893. – 1988.)
- ALEKSA BENIGAR - POSMRTNA (AUTO) BIOGRAFIJA:  C. Sersale - B. Duda: Padre Alessio Benigar, ofm. Un'autobiografia postuma, Quasar, Roma 1993, 617 str.